# Bocoń
Bocoń – północna część miasta Nowy Sącz, nad Łubinką, w rejonie ulicy Witosa. Jest to obszar słabo zabudowany.
Włączony do Nowego Sącza 1 lipca 1951 jako część miejscowości Roszkowice.